# Salts als Jocs Olímpics d'estiu de 1924
Als Jocs Olímpics de 1924 celebrats a la ciutat de París (França) es disputaren cinc proves de salts, tres en categoria masculina i dos en categoria femenina. Les proves es realitzaren entre els dies 14 i 20 d'agost de 1924 a la Piscina de Tourelles i les instal·lacions aquàtiques de l'Estadi Olímpic de Colombes.

## Nacions participants
Participaren 71 saltadors, entre ells 26 dones, de 14 nacions diferents:
| - Austràlia (1) (homes:1 dones:0) - Àustria (3) (homes:0 dones:3) - Bèlgica (2) (homes:1 dones:1) - Dinamarca (4) (homes:3 dones:1) - Espanya (3) (homes:3 dones:0) - Estats Units (10) (homes:5 dones:5) - Finlàndia (6) (homes:6 dones:0) | - França (12) (homes:9 dones:3) - Itàlia (1) (homes:1 dones:0) - Països Baixos (4) (homes:2 dones:2) - Regne Unit (11) (homes:5 dones:6) - Suècia (11) (homes:7 dones:4) - Suïssa (1) (homes:1 dones:0) - Txecoslovàquia (2) (homes:1 dones:1) |

## Resum de medalles

### Categoria masculina
| Prova                        | Or           | Argent          | Bronze            |
| Trampolí de 3 metres detalls | Albert White | Pete Desjardins | Clarence Pinkston |
| Palanca de 10 metres detalls | Albert White | David Fall      | Clarence Pinkston |
| Palanca alta detalls         | Dick Eve     | John Jansson    | Harold Clarke     |

### Categoria femenina
| Prova                        | Or               | Argent           | Bronze            |
| Trampolí de 3 metres detalls | Elizabeth Becker | Aileen Riggin    | Caroline Fletcher |
| Palanca de 10 metres detalls | Caroline Smith   | Elizabeth Becker | Hjördis Töpel     |

## Medaller
| Posició | País         | Or | Argent | Bronze | Total |
| 1       | Estats Units | 4  | 4      | 3      | 11    |
| 2       | Austràlia    | 1  | 0      | 0      | 1     |
| 3       | Suècia       | 0  | 1      | 1      | 2     |
| 4       | Regne Unit   | 0  | 0      | 1      | 1     |